# مجموعه ورزشی تختی جهرم
 مجموعه فرهنگی ورزشی تختی جهرم بزرگ‌ترین ورزشگاه شهرستان جهرم می‌باشد. این مجموعهٔ ورزشی میزبان مسابقات مهمی از مسابقات استان فارس می‌باشد. از جمله رقابتهای فوتبال لیگ برتر بزرگسالان فارس که شهر جهرم به خاطر حضور تیم مقاومت جهرم، مسابقات خود را در این ورزشگاه برگزار می‌کند. مالک این مجموعهٔ ورزشی اداره ورزش و جوانان جهرم می‌باشد.

## امکانات
که دارای امکانات زیر می‌باشد:
- زمین چمن فوتبال
- زمین فوتبال ساحلی
- زمین دو منظورهٔ والیبال و بسکتبال
- استخر شنا(روباز-پوشیده)[۲]
- سالن تنیس روی میز[۳]
- باشگاه تیراندازی[۴]
- سالن کشتی[۵]
- پیست دو و میدانی[۶]